# الزبان الجنوبي
أو ألفا الميزان Alpha Librae , اسمه التقليدي Zubenelgenubi مشتق من الاسم العربي وهو نجم ثنائي في كوكبة الميزان .
يفصل بين النجمين في السماء زاوية قطرية 231" . ينتمي النجم الألمع إلى الفئة الطيفية A3 وهو نجم أبيض ويملك قدر ظاهري 2.8 وقدر مطلق 1.1 . ورفيقه ينتمي إلى الفئة الطيفية A3 وقدر ظاهري 5.2 وقدر مطلق 3.5
يقع تقريبا في مسير الشمس ويمكن أن يحتجب بالقمر أو الكواكب وسيحدث الخسوف التالي سنة 2052 .